# Burns infiltré
Burns infiltré (Undercover Burns) est un épisode de la série télévisée d'animation Les Simpson. Il s'agit du premier épisode de la trente-deuxième saison et du 685e de la série.

## Synopsis
À la suite d'événements en sa défaveur lors d'une journée « Amenez vos enfants au travail » à la centrale nucléaire, M. Burns décide de s'isoler dans les toilettes de la centrale. En y découvrant des graffitis peu élogieux à son égard, il décide de s'infiltrer dans sa centrale, sous la couverture de « Fred », afin de découvrir les raisons poussant ses employés à le détester. En découvrant l'amitié avec Homer, Lenny et Carl, il va prendre de nombreuses décisions ayant pour objectif d'améliorer les conditions de travail de ses employés. Mais, cette soudaine gentillesse va pousser Smithers à tout faire pour faire disparaître Fred et éviter que la centrale ne coule...

## Réception
Lors de sa première diffusion, l'épisode a attiré 4,44 million de téléspectateurs.